# SAP HANA
SAP HANA（全称SAP High-performance ANalytic Appliance)是由SAP开发的一款内置列式数据库的系统平台。狭义上SAP HANA指的是其内置的数据库管理系统，其主要功能是存储和检索数据。广义上，SAP HANA指的是HANA数据库系统及周边的各种功能组成的平台。SAP HANA除内置数据库以外，还具有高级分析（例如预测分析，空间数据处理，文本分析，文本搜索，流分析，图形数据处理）功能，ETL功能，并内置了应用程序服务器。

## 概要
SAP HANA向内存中加载大量系统数据，实现数据的高速读写。同时，每隔一段时间向硬盘写入当前内存中数据的快照，保证数据不会丢失。
由于可以从内存中直接访问所需的系统数据，HANA便可以实现传统ERP系统无法实现的一些功能，比如实时报表分析，短时间内多次执行物料需求计划等。
SAP HANA具有以下版本
- Public Cloud Edition
- Private Cloud Edition
  - On-primes Edition
  - Managed Service Edition

## 特征
- 内存数据库系统

SAP HANA可以把系统所有的数据都载入内存中。因此，与传统的将数据存储在硬盘上的数据库相比，HANA的性能可以提升10~10,000倍。
- 列式存储

HANA使用了列式存储，可以提高内存的使用率和数据的检索效率。
- 自动压缩数据
- 并行处理

SAP HANA专门针对并行处理做了优化。
- 对应非结构化数据
- 搭载数据仓库引擎
- 应用程序平台
- 可对接大数据工具

HANA可以对接大数据处理工具（例如Hadoop和R语言）。